# Association globale des fédérations internationales sportives
 (septembre 2014).
Si vous disposez d'ouvrages ou d'articles de référence ou si vous connaissez des sites web de qualité traitant du thème abordé ici, merci de compléter l'article en donnant les références utiles à sa vérifiabilité et en les liant à la section « Notes et références ».

Logotype de SportAccord de 2009 à 2017.

L'Association globale des fédérations internationales sportives (en anglais : Global Association of International Sports Federations), désignée par l'acronyme GAISF, nommée General Assembly of International Sports Federations de 1967 à 1976, et nommée SportAccord de 2009 à 2017, était une organisation internationale, dissoute fin 2022.
Fondée en 1967 par des fédérations sportives internationales et reconnue par le Comité international olympique (CIO), elle regroupait des associations sportives internationales, pour défendre leurs intérêts, coordonner leurs activités et défendre le sport dans le monde. Son siège se situait à Lausanne et les deux langues officielles étaient le français et l'anglais.

## Histoire
L'organisation connaît une crise à la suite d'un discours controversé de son dirigeant, Marius Vizer, le 20 avril 2015 lors de la convention SportAccord à Sotchi, en Russie. Plus d'une douzaine de fédérations sportives internationales se retirent de l'organisation durant le mois qui suit. Fin mai 2015, le Comité olympique péruvien renonce par ailleurs à l'organisation des Jeux mondiaux des sports de combat 2017, préalablement attribuée à Lima.
Elle est dissoute le 29 novembre 2022 sur décision de l'assemblée générale convoquée en séance extraordinaire.

## Liste des membres
| Domaine                       | Association                                                   | membre     | Site web                           |
| ----------------------------- | ------------------------------------------------------------- | ---------- | ---------------------------------- |
| Aïkido                        | Fédération internationale d'aïkido                            | AIMS       | www.aikido-international.org       |
| Sport aérien                  | Fédération aéronautique internationale                        | ARISF      | www.fai.org                        |
| Football américain            | Fédération internationale de football américain               | ARISF      | www.ifaf.org                       |
| Tir à l'arc                   | Fédération internationale de tir à l'arc                      | ASOIF      | www.worldarchery.org               |
| Athlétisme                    | World Athletics                                               | ASOIF      | www.iaaf.org                       |
| Sport automobile              | Fédération internationale de l'automobile                     | ARISF      | www.fia.com                        |
| Badminton                     | Fédération mondiale de badminton                              | ASOIF      | www.bwfbadminton.org               |
| Bandy                         | Fédération internationale de bandy                            | ARISF      | www.worldbandy.com                 |
| Baseball/Softball             | Confédération mondiale de baseball et softball                | ARISF      | www.wbsc.org                       |
| Basket-ball                   | Fédération internationale de basket-ball                      | ASOIF      | www.fiba.com                       |
| Pelote basque                 | Fédération internationale de pelote basque                    | ARISF      | www.fipv.net                       |
| Biathlon                      | Union internationale de biathlon                              | AIOWF      | www.biathlonworld.com              |
| Billiard                      | Confédération mondiale de billard                             | ARISF      | www.billiardworld.org              |
| Bobsleigh/Skeleton            | Fédération internationale de bobsleigh et de tobogganing      | AIOWF      | www.ibsf.org/en                    |
| Culturisme                    | Fédération internationale de bodybuilding et fitness          | AIMS       | www.ifbb.com                       |
| Jeu de boules                 | Confédération mondiale des sports de boules                   | ARISF      | www.cmsboules.org                  |
| Bowling                       | World Bowling                                                 | ARISF      | www.worldbowling.org               |
| Boxe                          | Association internationale de boxe amateur                    | ASOIF      | www.aiba.org                       |
| Bridge                        | Fédération mondiale de bridge                                 | ARISF      | www.worldbridge.org                |
| association para-sportive     | Union européenne de radio-télévision                          | ASSOCIATED | www.ebu.ch                         |
| Canoë                         | Fédération internationale de canoë                            | ASOIF      | www.canoeicf.com                   |
| Casting                       | Fédération internationale de casting                          | AIMS       | www.icsf-castingsport.com          |
| Cheerleading                  | International Cheer Union                                     | ARISF      | cheerunion.org                     |
| Échecs                        | Fédération internationale des échecs                          | ARISF      | www.fide.com                       |
| Alpinisme                     | Union internationale des associations d'alpinisme             | ARISF      | www.theuiaa.org                    |
| compétition multisports       | Commonwealth Games Federation                                 | ASSOCIATED | www.thecgf.com                     |
| Cricket                       | International Cricket Council                                 | ARISF      | www.icc-cricket.com                |
| Crosse                        | Fédération internationale de crosse                           | ARISF      | filacrosse.com                     |
| Curling                       | World Curling Federation                                      | AIOWF      | www.worldcurling.org               |
| Cyclisme                      | Union Cycliste Internationale                                 | ASOIF      | www.uci.ch                         |
| Danse sportive                | World Dancesport Federation                                   | ARISF      | www.worlddancesport.org            |
| Fléchettes                    | World Darts Federation                                        | AIMS       | www.dartswdf.com                   |
| Bateau-dragon                 | International Dragon Boat Federation                          | AIMS       | www.idbf.org                       |
| Dames                         | Fédération mondiale du jeu de dames                           | AIMS       | www.fmjd.org                       |
| Sport équestre                | Fédération équestre internationale                            | ASOIF      | www.fei.org                        |
| Escrime                       | Fédération Internationale d'Escrime                           | ASOIF      | www.fie.org                        |
| Fistball                      | International Fistball Association                            | AIMS       | www.ifa-fistball.com               |
| Floorball                     | International Floorball Federation                            | ARISF      | www.floorball.org                  |
| Frisbee                       | World Flying Disc Federation                                  | ARISF      | www.wfdf.org                       |
| Football                      | Fédération Internationale de Football Association             | ASOIF      | www.fifa.com                       |
| Go                            | International Go Federation                                   | AIMS       | intergofed.org                     |
| Golf                          | International Golf Federation                                 | ASOIF      | www.igfgolf.org                    |
| Gymnastique                   | Fédération internationale de gymnastique                      | ASOIF      | www.gymnastics.sport               |
| Handball                      | International Handball Federation                             | ASOIF      | www.ihf.info                       |
| Hockey                        | Fédération internationale de hockey                           | ASOIF      | www.fih.ch                         |
| Hockey sur glace              | Fédération internationale de hockey sur glace                 | AIOWF      | www.iihf.com                       |
| Eisstock                      | Fédération internationale d'eisstock                          | ARISF      | www.icestocksport.com              |
| Ju-jitsu                      | Fédération internationale de ju-jitsu                         | AIMS       | www.jjif.info                      |
| Judo                          | Fédération internationale de judo                             | ASOIF      | www.intjudo.eu                     |
| Karaté                        | World Karate Federation                                       | ARISF      | www.wkf.net                        |
| Kendō                         | Fédération internationale de kendo                            | AIMS       | www.kendo-fik.org                  |
| Kickboxing                    | World Association of Kickboxing Organizations                 | ARISF      | www.wakoweb.com                    |
| Korfbal                       | International Korfball Federation                             | ARISF      | www.ikf.org                        |
| Sauvetage sportif             | International Life Saving Federation                          | ARISF      | www.ilsf.org                       |
| Luge                          | Fédération internationale de luge de course                   | AIOWF      | www.fil-luge.org                   |
| compétition multisports       | International Masters Games Association                       | ASSOCIATED | www.imga.ch                        |
| compétition multisports       | Comité international des Jeux méditerranéens                  | ASSOCIATED | www.cijm.org.gr                    |
| compétition multisports       | Conseil international du sport militaire                      | ASSOCIATED | www.cism-milsport.org              |
| compétition multisports       | Association internationale des sports de l'esprit             | ASSOCIATED | www.imsaworld.com                  |
| Minigolf                      | Fédération mondiale de minigolf                               | AIMS       | www.minigolfsport.com              |
| Pentathlon moderne            | Union internationale de pentathlon moderne                    | ASOIF      | www.pentathlon.org                 |
| Motocyclisme                  | Fédération Internationale de Motocyclisme                     | ARISF      | www.fim-live.com                   |
| Muaythai                      | International Federation of Muaythai Amateur                  | ARISF      | www.ifmamuaythai.org               |
| Netball                       | International Netball Federation                              | ARISF      | www.netball.org                    |
| association para-sportive     | Association mondiale des olympiens                            | ASSOCIATED | olympians.org                      |
| Course d'orientation          | International Orienteering Federation                         | ARISF      | www.orienteering.org               |
| compétition multisports       | Panathlon International                                       | ASSOCIATED | www.panathlon-international.org    |
| compétition multisports       | Comité international paralympique                             | ASSOCIATED | www.paralympic.org                 |
| Polo                          | Fédération internationale de polo                             | ARISF      | www.fippolo.com                    |
| Motonautisme                  | Union internationale motonautique                             | ARISF      | www.uimpowerboating.com            |
| Force athlétique              | International Powerlifting Federation                         | AIMS       | www.powerlifting-ipf.com           |
| Racquetball                   | International Racquetball Federation                          | ARISF      | www.internationalracquetball.com   |
| Roller/Skateboard             | World Skate                                                   | ARISF      | www.rollersports.org               |
| Aviron                        | Fédération internationale des sociétés d'aviron               | ASOIF      | worldrowing.com                    |
| Rugby                         | World Rugby                                                   | ASOIF      | www.worldrugby.org                 |
| Voile                         | Fédération mondiale de voile                                  | ASOIF      | www.sailing.org                    |
| Sambo                         | International Sambo Federation                                | ARISF      | www.sambo-fias.org                 |
| Savate                        | Fédération internationale de savate                           | AIMS       | fisavate.org                       |
| association para-sportive     | Fédération internationale du sport scolaire                   | ASSOCIATED | www.isfsports.org                  |
| Sepak takraw                  | International Sepaktakraw Federation                          | AIMS       | istafsuperseries.com               |
| Tir sportif                   | Fédération internationale de tir sportif                      | ASOIF      | www.issf-sports.org                |
| Patinage                      | Union internationale de patinage                              | AIOWF      | www.isu.org                        |
| Ski                           | Fédération internationale de ski                              | AIOWF      | www.fis-ski.com                    |
| ski de montagne               | International Ski Mountaineering Federation                   | ARISF      | www.ismf-ski.org                   |
| Course de chiens de traîneaux | International Federation of Sleddog Sports                    | AIMS       | www.sleddogsport.net               |
| Soft tennis                   | International Soft Tennis Federation                          | AIMS       | www.softtennis-istf.org            |
| compétition multisports       | Special Olympics                                              | ASSOCIATED | www.specialolympics.org            |
| Escalade                      | International Federation of Sport Climbing                    | ARISF      | www.ifsc-climbing.org              |
| association para-sportive     | Association internationale équipements de sport et de loisir  | ASSOCIATED | www.iaks.info                      |
| association para-sportive     | Fédération internationale de chiropratique du sport           | ASSOCIATED | fics-sport.org/portal/index.php/en |
| Pêche sportive                | Confédération internationale de la pêche sportive             | AIMS       | www.cips-fips.com                  |
| compétition multisport        | Comité international des sports des sourds                    | ASSOCIATED | www.deaflympics.com                |
| association para-sportive     | Fédération internationale de médecine du sport                | ASSOCIATED | www.fims.org                       |
| association para-sportive     | Association internationale de la presse sportive              | ASSOCIATED | www.aipsmedia.com                  |
| Squash                        | World Squash Federation                                       | ARISF      | www.worldsquash.org                |
| Sumo                          | Fédération internationale de sumo                             | ARISF      | www.ifs-sumo.org                   |
| Surf                          | International Surfing Association                             | ARISF      | www.isasurf.org                    |
| Natation                      | Fédération internationale de natation                         | ASOIF      | www.fina.org                       |
| Tennis de table               | International Table Tennis Federation                         | ASOIF      | www.ittf.com                       |
| Taekwondo                     | World Taekwondo                                               | ASOIF      | www.worldtaekwondo.org             |
| Tennis                        | International Tennis Federation                               | ASOIF      | www.itftennis.com                  |
| Triathlon                     | International Triathlon Union                                 | ASOIF      | www.triathlon.org                  |
| Tir à la corde                | Tug of War International Federation                           | ARISF      | www.tugofwar-twif.org              |
| Sports sous-marins            | Confédération mondiale des activités subaquatiques            | ARISF      | www.cmas.org                       |
| compétition multisport        | Fédération internationale du sport universitaire              | ARISF      | www.fisu.net                       |
| Volley-ball                   | Fédération internationale de volley-ball                      | ASOIF      | www.fivb.org                       |
| ski nautique/wakeboard        | International Waterski and Wakeboard Federation               | ARISF      | www.iwwfed.com                     |
| Haltérophilie                 | International Weightlifting Federation                        | ASOIF      | www.iwf.net                        |
| association para-sportive     | Confédération sportive internationale travailliste et amateur | ASSOCIATED | www.csit.tv                        |
| compétition multisports       | International World Games Association                         | ASSOCIATED | www.theworldgames.org              |
| Lutte                         | United World Wrestling                                        | ASOIF      | unitedworldwrestling.org           |
| Wushu                         | International Wushu Federation                                | ARISF      | www.iwuf.org                       |
| Bras de fer                   | World Armwrestling Federation                                 | AIMS       | www.waf-armwrestling.com           |
| association para-sportive     | Union mondiale des villes olympiques                          | ASSOCIATED | www.olympiccities.org              |
| association para-sportive     | World Federation of the Sporting Goods Industry               | ASSOCIATED | wfsgi.org                          |